# Ane Trolle
Ane Trolle er en dansk sangerinde og sangskriver. Hun medvirker bl.a. på Trentemøllers album The Last Resort. Hun arbejder sammen med Martin Siebenhaar (Pato) i duoen Trolle//Siebenhaar, hvor de bl.a. har lavet nummeret Sweet Dogs, med Peder om nummeret White lillies, og med Blæs Bukki og Ormen (Anders Christophersen) i gruppen Balstyrko med albummet Jagten Paa Noget. Sammen med sangerinden Josephine Philip udgør hun bandet JaConfetti, som i august 2007 udsendte cd'en Rainbow Express.
I september 2007 deltog Ane Trolle i Steffen Brandts koncertrække Udenfor Sæsonen på Bornholm sammen med jazztrompetisten Palle Mikkelborg, digterne Jørgen Leth og Lone Hørslev, musikeren Mads Mouritz m.fl.
I 2009 udgav hun i samarbejde med musikeren Maria Timm en EP under bandnavet 100 Years Ago - Us And Then
I 2010 medvirkede hun i forestillingen Voices på Betty Nansen Teatret.
I USA indspiller hun med bandet Lucy & The Cloud Parade. I 2012 udsendtes Cloud 9
I oktober 2012 udkom hendes første solo album Honest wall som blev produceret og indspillet af Peter Leth. Albummet er komponeret og mixet af Ane Trolle og Peter Leth og blev anmeldt af Gaffa til fem stjerner.